# Варли, Уильям
Уильям Майкл Варли (англ. William Michael Varley; 6 ноября 1880, Нью-Йорк, Нью-Йорк — октябрь 1968, Нью-Йорк, Нью-Йорк) — американский гребец, чемпион и серебряный призёр летних Олимпийских игр 1904 года.

## Биография
На Играх 1904 года в Сент-Луисе Варли участвовал в парных соревнованиях вместе со своим соотечественником Джоном Малкехи. Вместе они стали чемпионами среди парных двоек (с результатом 10:03,2) и серебряными призёрами среди двоек без рулевых.
В 1956 году зачислен в Зал Славы Ассоциации Гребли США.